# Mercado Comum Centro-Americano
O Mercado Comum Centro-Americano, ou somente MCCA, (em espanhol: Mercado Común Centroamericano, MCCA) foi criado em 1960 e é formado até hoje pelos países fundadores Costa Rica, Guatemala, Honduras, Nicarágua e El Salvador.
Em 4 de junho de 1961 foi assinado o Tratado de Integração Centro-Americana com o objetivo de criar um mercado comum nessa região.
Na mesma época foi criado o Parlamento Centro-Americano (Parlacen) e a Corte Centro-Americana de Justiça, que ainda não possui caráter permanente.
Hoje, os Estados-Membros do MCCA designaram um grupo de trabalho para preparar o processo de constituição da União Centro-Americana, nos mesmos moldes da União Europeia.
O bloco reúne uma população de 33,7 milhões de habitantes, possuindo um PIB de US$ 59,2 bilhões, com exportações no valor de US$ 18 bilhões e importações alcançando os US$ 24,3 bilhões. O MCCA tem sua sede em San Salvador, capital de El Salvador.